# Guardia Republicana (Uruguay)
La Guardia Republicana es un cuerpo de fuerzas especiales  con jurisdicción en todo el territorio uruguayo que constituye una fuerza de seguridad pública dependiente directamente del Ministerio del Interior.

## Misión
Tiene la misión de garantizar, mantener y restablecer el orden interno, el combate al delito dentro de todo el territorio nacional y otras actividades afines a sus capacidades de acuerdo con las disposiciones que establezca el Poder Ejecutivo. Asimismo, apoyar y colaborar en el cumplimiento de sus cometidos a la Policía Nacional, Instituto Nacional de Rehabilitación y otras instituciones públicas que lo soliciten.

## Creación

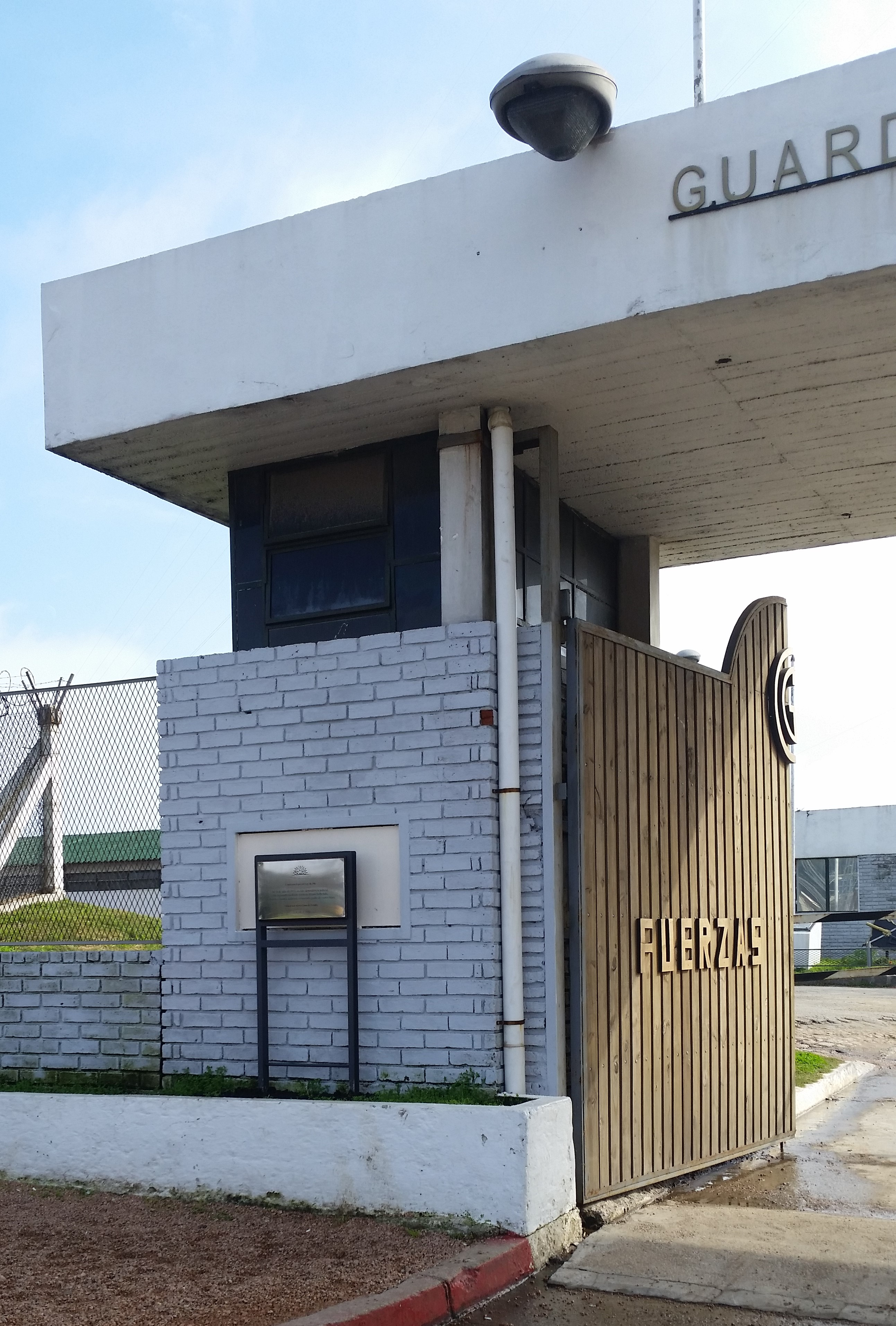
Puerta Principal del cuartel de la Guardia Republicana, sobre la avenida José Pedro Varela

A partir del consenso de todos los partidos políticos de la República, aprobado en la Ley N.º 18719, es creada la Dirección de la Guardia Republicana, cuerpo de élite de la Policía Nacional con jurisdicción en todo el territorio uruguayo y con dependencia absoluta del Ministerio del Interior.

### Antecedentes
Fue creada como Guardia de Granaderos, aunque posteriormente pasó a llamarse como Regimiento Guardia Republicana y dependía directamente de la Jefatura de Policía de Montevideo, que estaba también conformada por la Guardia de Coraceros y la Guardia Metropolitana, fue a partir de la creación de la Guardia Republicana como fuerza dependiente del Ministerio del Interior, que las mencionadas anteriormente fueron unificadas y absorbidas por esta nueva fuerza de carácter nacional. También fueron creados los Grupos Especiales de Operaciones, como fuerza de choque elemental que estarán en cada capital departamental y dependerán de la Dirección Nacional de la Guardia Republicana.

## Equipamiento
La reforma policial trajo aparejada una modernización del armamento, por ejemplo se sustituyó el tradicional revólver por pistolas glock, se adquirieron nuevos vehículos y nueva tecnología así como la correspondiente capacitación de los recursos humanos, todos estos factores tuvieron como resultado una mejoría en la calidad del empleo policial así como mejores tiempos de respuesta y la disminución de ciertos delitos como rapiñas y hurtos.

### Armamento
- Rifle de asalto AK-103 (Guardia Republicana)
- Rifle de asalto Carabina M4 (Guardia Republicana)
- Fusil de Asalto IWI Tavor X95
- Rifle de Francotirador MSG-90
- Escopeta Remington 870
- Subfusil MP-5
- Subfusil PP-19-02 Vityaz SN
- Pistola Glock 17
- Pistola Glock 19

### Vehículos Especiales
- Camionetas Pick Up Nissan Frontier
- Cherry Tiggo 3 blindadas Chery Tiggo
- Vehículos Multipropósito GAZ Tigr
- Furgón Hyundai Hyundai H-1
- Furgón Mercedez Benz Mercedes-Benz Sprinter
- Blindado sobre chasis Mercedes Benz Lo 814

## Unidades
- Unidad Táctica de Negociadores
- Unidad Puma (Grupo Motorizado)
- Grupo Especial de Operaciones
- Unidad K9
- Subunidad de Caballería Republicana N°1
- Subunidad de Infantería Republicana N°1[3]
- Unidad de Intervención